# 다카노촌 (후쿠시마현 히가시시라카와군)
다카노촌(高野村)은 후쿠시마현 히가시시라카와군에 일찍이 존재했던 촌이다.

## 지리
현재의 다나구라정 동남부에 해당한다.

## 역사
- 1889년 4월 1일 - 정촌제 시행에 의해 10촌이 합병해 성립하였다.
- 1955년 1월 1일 - 다나구라 정, 지카쓰 촌, 야시로가와 촌, 지카쓰야마오카 촌과 합병해, 새로운 다나구라정이 성립하여, 동일 다카노촌이 폐지되었다.

## 오아자
- 세가노(せがの)
- 고즈메(小爪)
- 호류지(ほうりゅうぢ)
- 도미오카(富岡)
- 야마기와(山際)
- 후쿠오카(福岡)
- 고와시나(強梨)
- 오메(大梅)
- 우루시쿠사(漆草)
- 도주(戸中)

## 인구
- 1889년 1,399
- 1920년 2,107
- 1947년 2,829

## 참고문헌
- 角川日本地名大辞典編纂委員会『角川日本地名大辞典 7 福島県』、角川書店、1981年 ISBN 4-04-001070-1
- 日本加除出版株式会社編集部『全国市町村名変遷総覧』、日本加除出版、2006年、ISBN 4-8178-1318-0